# Julius von Latscher-Lauendorf

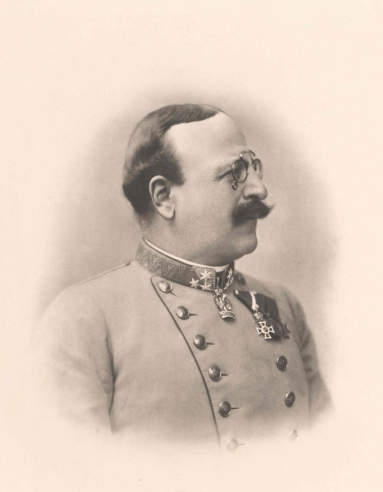
Julius Freiherr Latscher von Lauendorf

Julius Freiherr Latscher von Lauendorf (* 22. Juli 1846 in Iglau, Mähren; † 2. August 1909 in Salzburg) war österreichisch-ungarischer General und k.k. Landesverteidigungsminister.

## Leben
Latscher absolvierte die Theresianische Militärakademie in Wiener Neustadt, aus der er als Leutnant zum Pionierkorps ausgemustert wurde. Nach dem Besuch der Kriegsschule in den Jahren 1868 und 1869 wurde er 1870 zum Oberleutnant befördert und dem Generalstab zugeteilt.
1877 war er dem Generalkommando in Wien zugeteilt. 1881 wurde er zum Major ernannt und zunächst als Generalstabschef der 29. Infanterie-Truppen-Division bzw. ab 1887 als Generalstabschef des 5. Korps eingeteilt. Am 27. April 1893 wurde Julius Latscher zum k. u. k. General-Pionierinspektor ernannt. 1897 erfolgte seine Beförderung zum Feldmarschallleutnant. 1899 wurde er von Kaiser Franz Joseph I. mit dem Prädikat „Edler von Lauendorf“ in den erblichen österreichischen Adelsstand erhoben.
Ab 9. April 1905 fungierte Julius Latscher von Lauendorf als kommandierender General des 9. Korps in Josefstadt, einer Festungsstadt in Nordböhmen. Ebenfalls 1905 erfolgte seine Beförderung zum Feldzeugmeister und seine Ernennung zum wirklichen Geheimen Rat.
Am 28. Oktober 1906 wurde Latscher vom Kaiser zum k.k. Minister für Landesverteidigung (für die k.k. Landwehr zuständig, daher auch als Landwehrminister bezeichnet) ernannt. Am 1. Dezember 1907 wurde er auf seinen Antrag „aus Gesundheitsrücksichten“ vom Kaiser „in Gnaden“ enthoben und gleichzeitig in den Freiherrenstand erhoben. (De facto trat er wegen eines parlamentarischen Konflikts zurück.) Zu Jahresbeginn 1909 erfolgte die Versetzung des Feldzeugmeisters in den Ruhestand. Anfang August 1909 verstarb er 63-jährig in Salzburg.
Latscher war mit Antoinette („Netka“) Latscher von Lauendorf, geb. von Callenberg (1863–1944) verheiratet. Sie war nach seinem Tod langjährige Lebensgefährtin des Generals a. D. und späteren Bundespräsidenten Theodor Körner, der von 1918 an in der Mahlerstraße neben der Staatsoper als Untermieter bei ihr wohnte.
Ruth von Mayenburg, deren Mutter mit Antoinette Latscher-Lauendorf befreundet war, berichtete, deren Gemeinschaft mit Körner sei hinter ihrem Rücken als „wilde Ehe“ oder „Rentenkonkubinat“ (Zusammenleben aus Pensionsrücksichten nicht verheirateter Pensionisten) bezeichnet worden.